# Czopy Dittricha
Czopy Dittricha – jeden ze składników plwociny stwierdzanych gołym okiem. Pojawiają się w plwocinie, a czasami chory odpluwa je sam. Występują w przypadkach ropnia płuc, zgorzeli płuc, rozstrzeni oskrzeli, niekiedy w gruźlicy.
Są to grudki szarobiałe, serowate, wielkości ziarenka prosa (czasem grochu), cuchnące. Mikroskopowo składają się z masy bezpostaciowej, kulek tłuszczu, bakterii.